# كريم غازي
كريم غازي (6 يناير 1979 الجزائر الجزائر - ) هو لاعب كرة قدم جزائري يلعب كلاعب وسط.

## روابط خارجية
- كريم غازي على موقع قاعدة بيانات كرة القدم.إي يو (الإنجليزية)
- كريم غازي على موقع ناشيونال فوتبول تيمز (الإنجليزية)
- كريم غازي على موقع Soccerway.com (الإنجليزية)
- كريم غازي على موقع عالم كرة القدم.نت (الإنجليزية)